# Entrégate
«Entrégate» es el título de una balada escrita, producida y arreglada por el compositor y productor musical español Juan Carlos Calderón e interpretada por el artista mexicano Luis Miguel. Se publicó como el segundo sencillo de su séptimo álbum de estudio nominado al Premio Grammy 20 años (1990), y se convirtió en su quinto sencillo número uno en la lista Billboard Hot Latin Tracks. El álbum principal se convirtió en un éxito comercial, con registros de ventas en toda América Latina, con seis de sus sencillos en las listas de éxitos en México al mismo tiempo. Después de su lanzamiento, Miguel fue reconocido como el vocalista masculino líder en América Latina.
Se grabó una versión en inglés de la canción, titulada "Before the Dawn", pero como otra canción del álbum 20 Años "Somebody in Your Life" escrita por Diane Warren y originalmente interpretada por Peabo Bryson en su álbum Quiet Storm (1986), fue lanzado en el Reino Unido con resultados tibios, Miguel decidió no volver a grabar versiones en inglés de sus canciones. Se puede encontrar una grabación pirateada en el sitio web YouTube para compartir videos, junto con "Fría como el viento".
"Entrégate" se incluyó en la lista de éxitos de su 20 años Tour en 1990, en un popurrí junto a "Yo que no vivo sin tí", "Culpable o no (Miénteme Como Siempre)", "Más allá de todo", "Fría como el viento", "Tengo todo excepto a ti" y "La incondicional" durante sus actuaciones en vivo en el Auditorio Nacional de la Ciudad de México. Esta actuación fue lanzada en su álbum El concierto (1995). En 2005, la canción fue incluida en el álbum recopilatorio Grandes éxitos.

## Rendimiento del gráfico
La canción debutó en la lista Billboard Top Latin Songs (anteriormente Hot Latin Tracks) en el número 28 en la semana del 22 de septiembre de 1990, subiendo entre las diez primeras cuatro semanas después, alcanzando el número uno el 24 de noviembre de 1990, ocupando esta posición por una semana, reemplazando "Completamente enamorados" del cantante puertorriqueño-estadounidense Chayanne y siendo reemplazado por Lourdes Robles con "Abrázame fuerte". La canción se convirtió en el sexto sencillo de Miguel para llegar a la cima en esta tabla, siguiendo " Palabra de honor" (1984), "Ahora te puedes marchar" (1987), "La incondicional " y "Fría como el viento" (ambas de 1989) y su sencillo anterior "Tengo todo excepto a ti". La canción también se convirtió en un éxito en Ecuador y México, donde alcanzó su punto máximo en el número uno. "Entrégate" ha sido cubierto por varios artistas intérpretes o ejecutantes, entre ellos César Flores, Grupo Villanhos, K-Paz de la Sierra , La Orquesta de las Estrellas Latinas, Gerardo López y Los Estudiantes.

## Sucesiones
| Predecesor: Completamente enamorados de Chayanne | U.S. Billboard Hot Latin Tracks — Sencillo N°. 1 24 de noviembre de 1990 - 30 de noviembre de 1990 | Sucesor: Abrázame fuerte de Lourdes Robles |

## Versiones

### Before The Dawn
Before the dawn fue la versión en inglés de Entrégate lanzada para los mercados de Estados Unidos y UK[cita requerida] (tal como había hecho anteriormente versionando sus temas en Italiano y Portugués), sin embargo el tema no tuvo éxito esperado entre el mercado al que se había lanzado. Lo que provocó que Luis Miguel no volviera a grabar versiones en inglés de sus temas. El plan de la disquera es que Luis Miguel realizara un crossover al mercado en inglés.[cita requerida]

## Créditos y personal
- Arreglos: Juan Carlos Calderón
- Batería y Percusión: John Robinson
- Bajo: Dennis Belfield y Neil Stubenhaus
- Guitarra eléctrica: Paul Jackson, Jr.
- Piano y Sintetizadores: Robbie Buchanan y Juan Carlos Calderón
- Cuerdas: Gina Krontasadt (Sección de cuerdas)

- Datos: Q51077661